# Lípa velkolistá v Želenicích
Lípa velkolistá v Želenicích je památný strom v obci Želenice, která se nalézá 6 km jihovýchodně od Slaného v okrese Kladno. Lípa velkolistá (Tilia platyphyllos) roste ve vesnici, na svažité travnaté návsi, zhruba 120 metrů severozápadně od kostela sv. Jakuba Většího. Terén v okolí lípy má celkově sklon k ssv. až sv.; nadmořská výška u paty stromu je 296 metrů.
Lípa požívá ochrany od roku 2011 pro svou estetickou hodnotu. Měřený obvod jejího kmene v době vyhlášení dosahoval 270 centimetrů. Výšku vyhlašovací dokumentace udává na pouhých 10 metrů, nicméně strom působí na pohled mohutněji. V terénu je lípa označena tabulí „Památný strom“ s malým státním znakem, upevněnou na dřevěném sloupku v jejím jižním sousedství.

## Fotogalerie

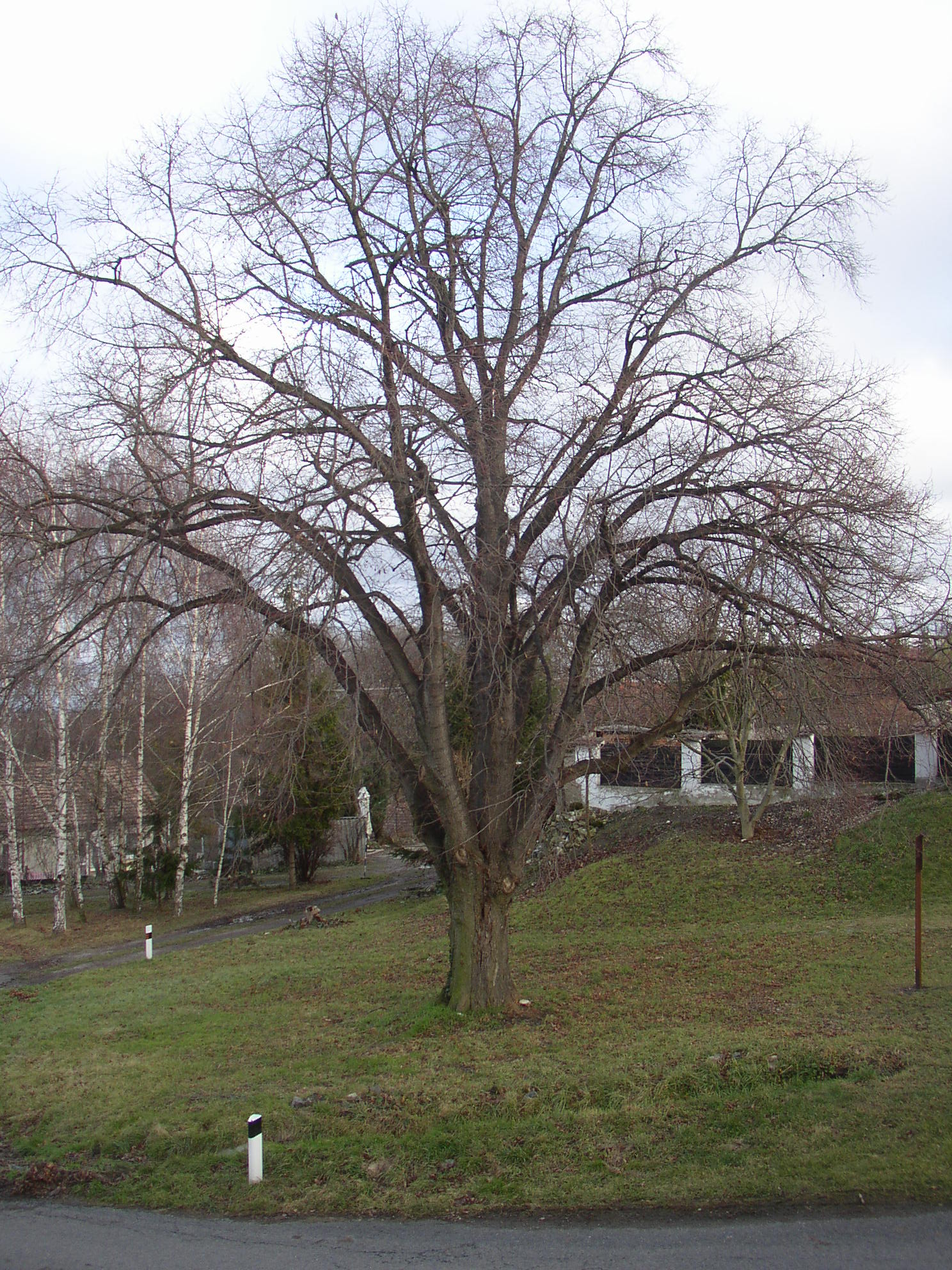
Celkový pohled od západu
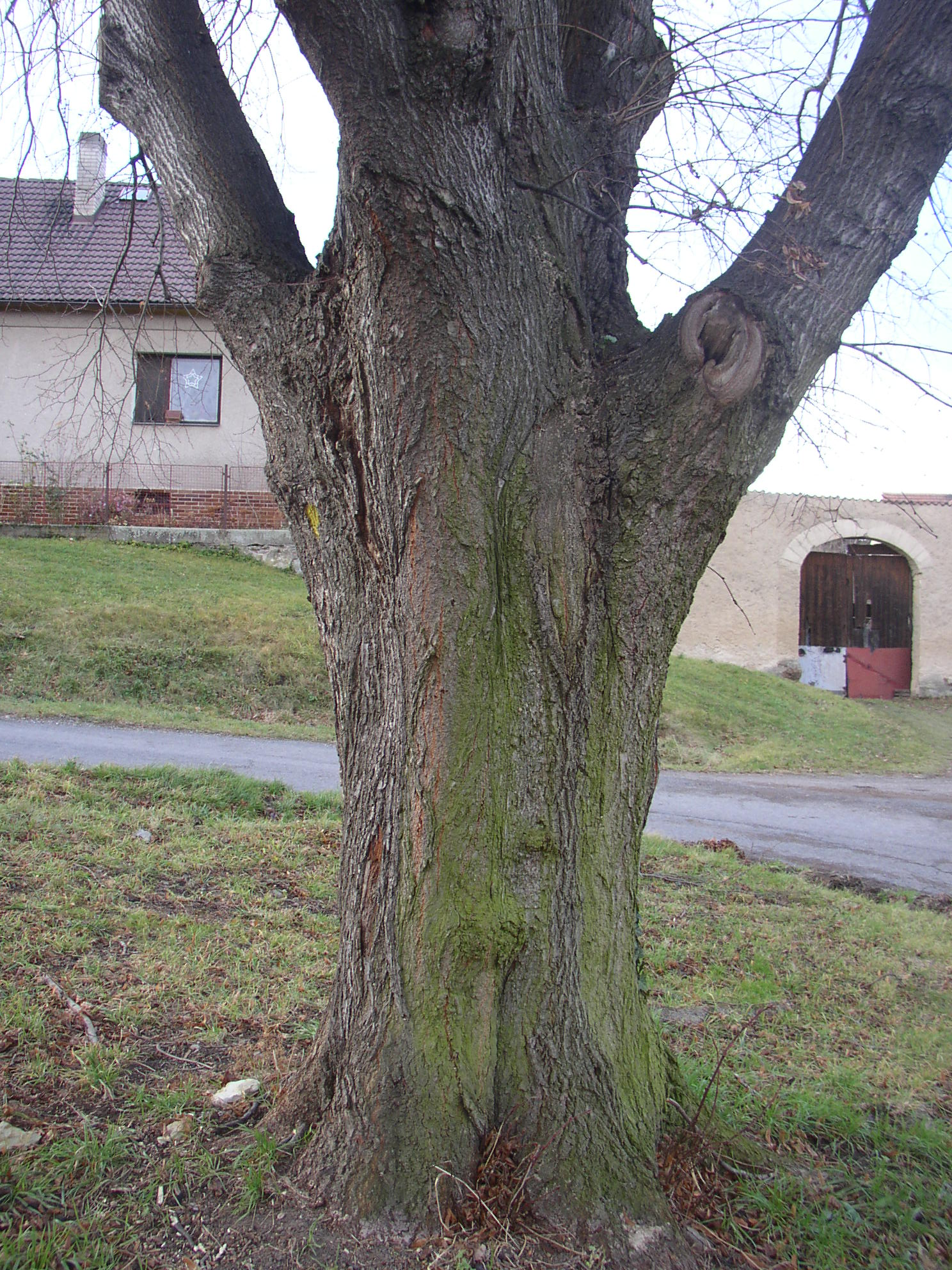
Východní strana kmene
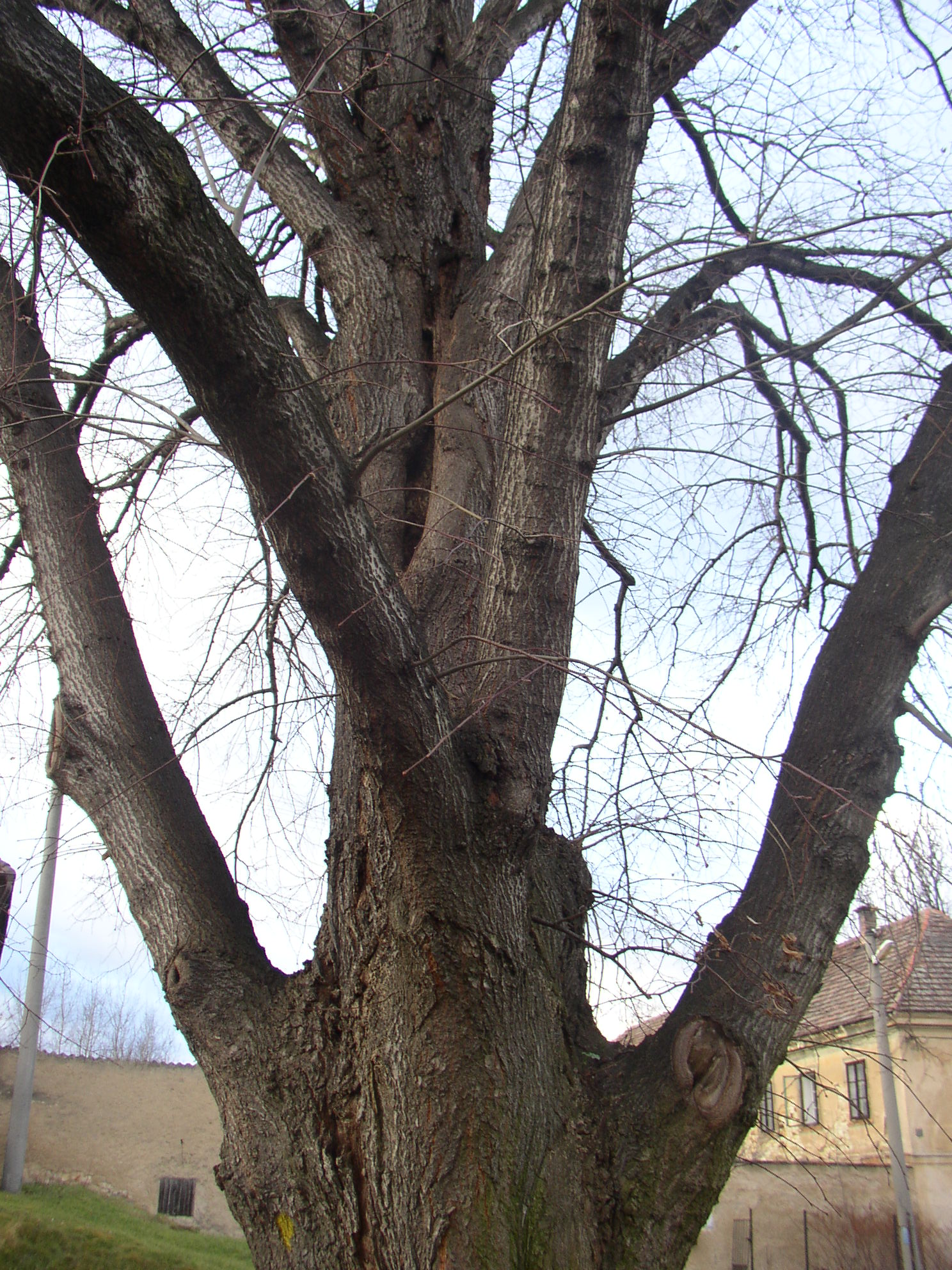
Rozvětvení koruny z východní strany
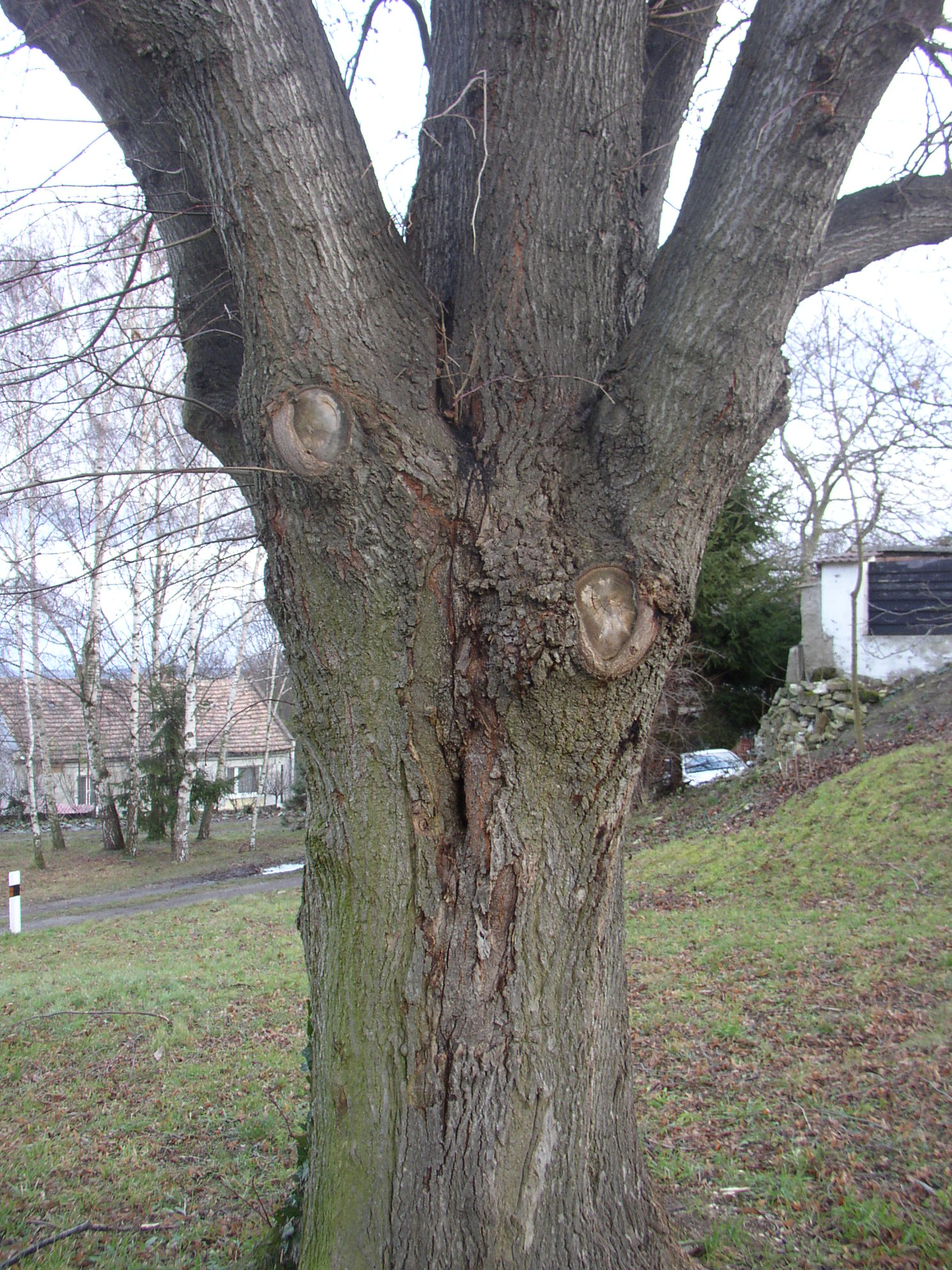
Západní strana kmene
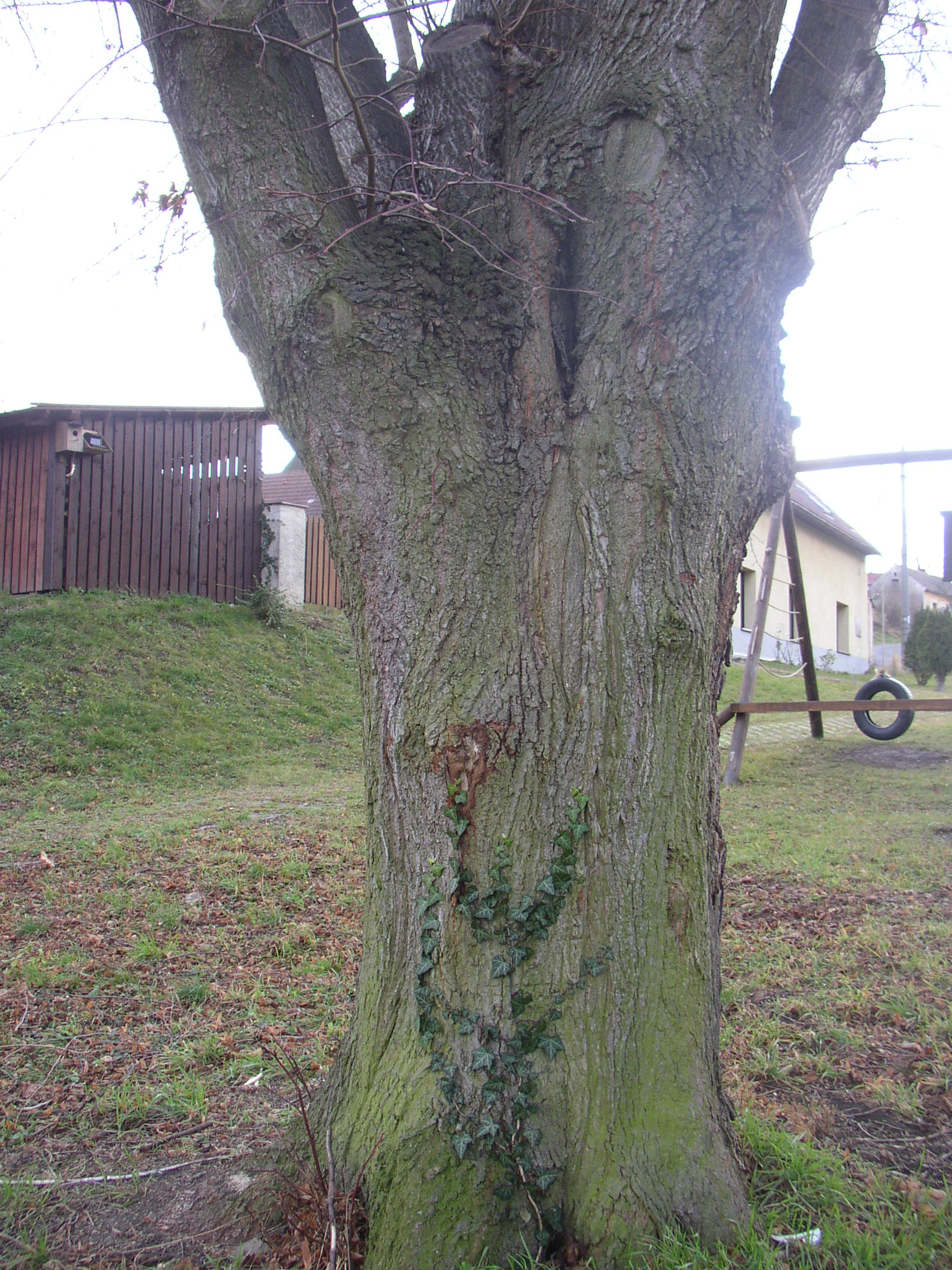
Severní strana kmene
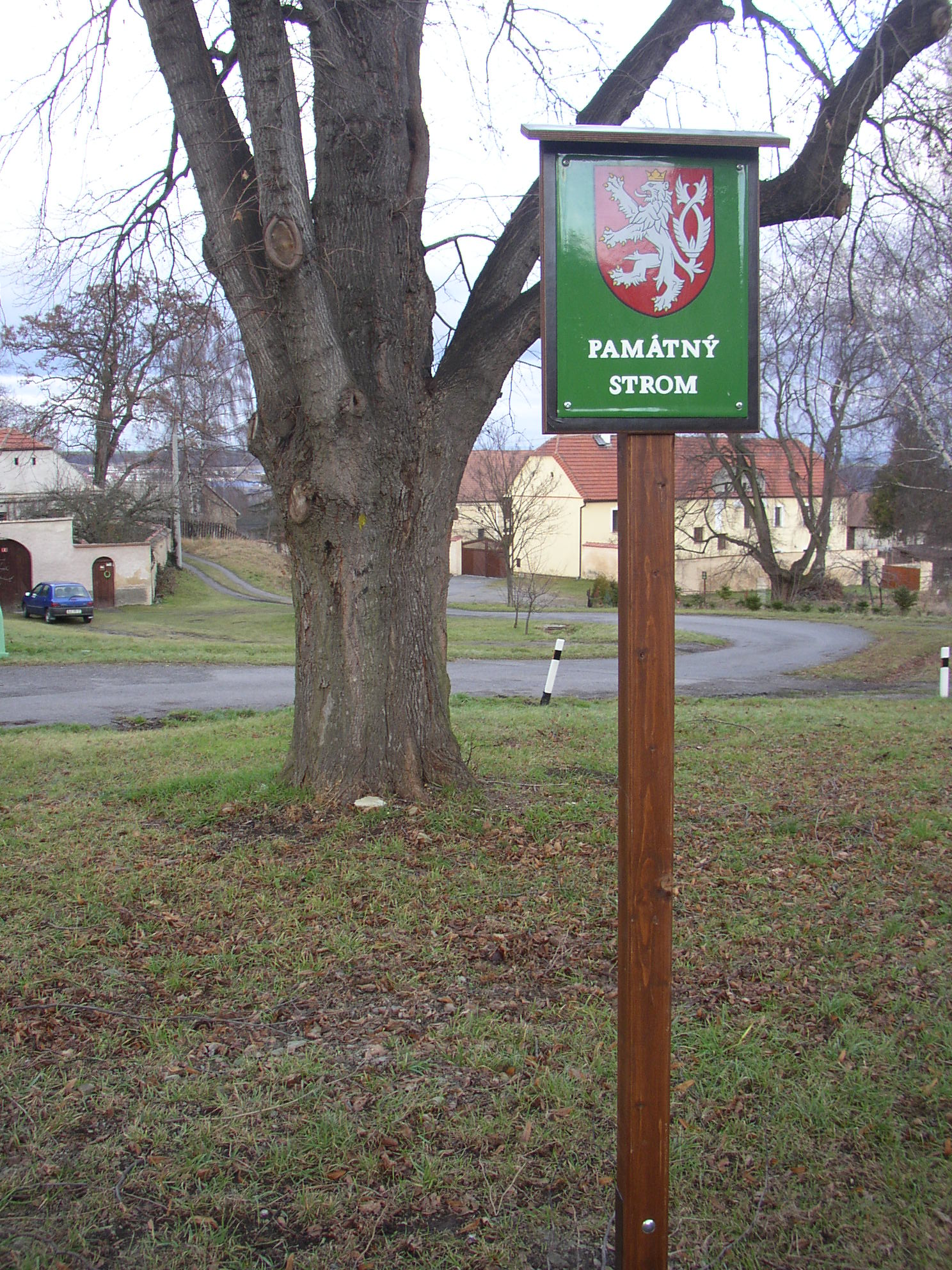
Lípa s označníkem od jihu

## Památné a významné stromy vokolí
- Dub na Zadních Lužích (4,2 km zsz.)
- Dub u Blevického rybníka (5,6 km v.)
- Dub u Čížků (4,4 km jz.)
- Dub v Podlešíně (1,1 km ssz.)
- Dub v Želenicích (180 m j., u průjezdní silnice)
- Dubová alej u Blevic (5,6 km v.)
- Jasan v Třebusicích (1,9 km jv.)
- Lípa malolistá v Želenicích (70 m sv., na spodním konci návsi)
- Lípa u Vítova (5,0 km ssz.)
- Podlešínská lípa (1,0 km sz.)
- Vrapický dub (5,2 km j.)
- † Žižická lípa (3,1 km s.)